# Unchained Melody
«Unchained Melody» (с англ. — «Освобождённая мелодия») — песня 1955 года на музыку Алекса Норта и слова Хая Зарета. Норт написал музыку в качестве темы для тюремного фильма «Освобождённый» (1955), отсюда и название песни. Тодд Дункан исполнил вокал для саундтрека к фильму. С тех пор песня стала стандартом и одной из самых записываемых песен XX века, в первую очередь в исполнении The Righteous Brothers в 1965 году. По словам администратора издательства песни, более 1500 записей «Unchained Melody» были сделаны более чем 670 артистами на нескольких языках.
В 1955 году три версии песни (Лес Бакстер, Эл Хибблер и Рой Гамильтон) вошли в топ-10 Billboard в Соединённых Штатах, а четыре версии (Эл Хибблер, Лес Бакстер, Джимми Янг и Либераче) вошли в топ-20 в Великобритании. Песня продолжала лидировать в чартах в XXI веке, и это была единственная песня, занявшая первое место с четырьмя различными записями в Великобритании, пока к ней не присоединилась песня Band Aid 30 «Do They Know It's Christmas?» в 2014 году.
Из сотен сделанных записей версия The Righteous Brothers с соло Бобби Хэтфилда стала стандартом музыкального автомата после её выпуска. Хэтфилд изменил мелодию в последнем куплете, и многие последующие каверы песни основаны на его версии. Запись Righteous Brothers достигла второй волны большой популярности, когда прозвучала в фильме «Привидение» в 1990 году. В 2004 году она заняла 27-е место в рейтинге 100 лучших песен из американских фильмов за 100 лет по версии AFI.

## История
В 1954 году Алекс Норт получил контракт на написание партитуры к тюремному фильму «Освобождённый» (выпущен в 1955 году), другое название в русском прокате — «На свободе». У Норта была мелодия, которую он написал в 1930-х годах и сочинил и записал партитуру, когда его попросили написать песню, основанную на теме фильма. Норт попросил Хая Зарета написать текст песни. После первого отказа Зарет и Норт вместе написали «Unchained Melody». Зарет отклонил просьбу продюсера включить слово «unchained» в свои тексты. Песня в конечном итоге стала известна как «Unchained Melody», хотя на самом деле в песне нет слова «unchained». Вместо этого Зарет решил сосредоточиться на ком-то, кто тоскует по возлюбленной, которую он не видел долгое и одинокое время. В центре фильма — человек, который размышляет о том, чтобы либо сбежать из тюрьмы, чтобы жить в бегах, либо отбыть срок и вернуться к своей жене и семье. Песня имеет необычное гармоническое устройство, поскольку бридж заканчивается на тоническом аккорде, а не на более обычном доминирующем аккорде.
Тодд Дункан исполнил вокал для саундтрека к фильму и исполняет сокращённую версию в фильме. Играя одного из заключенных, он поёт её в сопровождении другого заключённого на гитаре, в то время как остальные заключённые с грустью слушают. С Дунканом, исполняющим вокал, песня была номинирована на премию Оскар в 1955 году, но награда за лучшую песню досталась хиту «Love Is a Many-Splendored Thing».
Уильям Стиррат, инженер-электрик, утверждал, что написал текст песни подростком в 1936 году под псевдонимом Hy Zaret только для того, чтобы Норт использовал неподтверждённые слова в оригинале 1955 года. Хотя дело дошло до суда, спор был полностью разрешен в пользу Зарета (автора песен, урождённого Хаймана Зарицкого, а не Уильяма Стиррата), который продолжал получать все авторские гонорары.

## Версия The Righteous Brothers
Самая известная версия «Unchained Melody» была записана дуэтом The Righteous Brothers для Philles Records в 1965 году. Ведущий вокал был исполнен соло Бобби Хэтфилдом, который позже записал другие версии песни, приписываемые исключительно ему. По словам его партнёра по пению Билла Медли, они договорились исполнять по одной сольной пьесе на альбом. Оба хотели спеть «Unchained Melody» для своего четвёртого альбома, но Хэтфилд выиграл жеребьевку.
«Unchained Melody» первоначально была выпущена как сторона B сингла «Hung On You» в качестве последующего сингла к «Just Once in My Life». Однако «Hung On You» не смогла заинтересовать радио-диджеев, которые вместо этого предпочли играть «Unchained Melody». По словам Медли, продюсер Фил Спектор, который намеренно помещал одноразовую песню, которая не предназначалась для исполнения на стороне B, был настолько возмущен тем, что диджеи решили играть сторону B, что он начал звонить на их радиостанции, чтобы заставить их прекратить играть «Unchained Melody». Однако он потерпел неудачу, и песня достигла 4-го места в чарте Billboard Hot 100 и 14-го места в Великобритании в 1965 году. «Unchained Melody» написана в тональности до мажор.
«Unchained Melody» вновь появилась в американском чарте Billboard в 1990 году после того, как запись The Righteous Brothers была использована в кассовом блокбастере «Привидение».
В том же году в чартах США появились две версии – оригинальная и новая запись. По словам Медли, он был заинтересован в выпуске оригинальной записи из-за возобновившегося интереса к песне, но ему сказали, что возникли проблемы с лицензированием. Хотя голос Хэтфилда был уже не так хорош, как когда он впервые записал песню, они решили перезаписать её для Curb Records. Перезаписанная версия была выпущена как кассетный сингл, так и CD-сингл. Он получил минимальное количество просмотров в эфире, но хорошо продавался, достигнув 19-го места. Перезаписанная версия была сертифицирована RIAA как платиновая 10 января 1991 года и получила номинацию на премию Грэмми.

## Приём
Кавер-версия The Righteous Brothers в настоящее время считается окончательной версией песни. Вокал Хэтфилда в оригинальной записи, в частности, получил высокую оценку, он был описан как мощный, полный романтического голода, но в то же время неземной.

## Чарты
| Чарт(1965)                      | Высшая позиция |
| ------------------------------- | -------------- |
| Бельгия/Фландрия (Ultratop 50)  | 10             |
| Бельгия/Валлония (Ultratop 50)  | 17             |
| Канада (RPM Top Singles)        | 9              |
| Нидерланды (Dutch Top 40)       | 9              |
| Нидерланды (Single Top 100)     | 8              |
| New Zealand (Lever Hit Parade)  | 4              |
| Великобритания (OCC UK Singles) | 14             |
| США (Billboard Hot 100)         | 4              |

| Чарт(1990–1991)                         | Высшая позиция |
| --------------------------------------- | -------------- |
| Австралия (ARIA)                        | 1              |
| Австрия (Ö3 Austria Top 40)             | 1              |
| Бельгия/Фландрия (Ultratop 50)          | 3              |
| Канада (RPM Top Singles)                | 4              |
| Канада (RPM Adult Contemporary)         | 1              |
| Europe (Eurochart Hot 100)              | 4              |
| Finland (Suomen virallinen singlelista) | 24             |
| Франция (SNEP)                          | 6              |
| Германия (GfK)                          | 6              |
| Ирландия (IRMA)                         | 1              |
| Нидерланды (Dutch Top 40)               | 1              |
| Нидерланды (Single Top 100)             | 1              |
| Новая Зеландия (Recorded Music NZ)      | 1              |
| Швейцария (Schweizer Hitparade)         | 4              |
| Великобритания (OCC UK Singles)         | 1              |
| США (Billboard Hot 100)                 | 19             |
| США (Billboard Adult Contemporary)      | 1              |

| Чарт(1965)                     | Позиция |
| ------------------------------ | ------- |
| Belgium (Ultratop 50 Flanders) | 61      |
| Netherlands (Dutch Top 40)     | 54      |
| US Billboard Hot 100           | 21      |

| Чарт(1990)                        | Позиция |
| --------------------------------- | ------- |
| Australia (ARIA)                  | 8       |
| Canada Top Singles (RPM)          | 48      |
| Canada Adult Contemporary (RPM)   | 34      |
| Netherlands (Dutch Top 40)        | 59      |
| Netherlands (Single Top 100)      | 29      |
| UK Singles (OCC)                  | 1       |
| US Adult Contemporary (Billboard) | 28      |

| Чврт(1991)                        | Позиция |
| --------------------------------- | ------- |
| Australia (ARIA)                  | 45      |
| Austria (Ö3 Austria Top 40)       | 4       |
| Belgium (Ultratop 50 Flanders)    | 59      |
| Europe (Eurochart Hot 100)        | 17      |
| Germany (Official German Charts)  | 47      |
| New Zealand (Recorded Music NZ)   | 2       |
| Switzerland (Schweizer Hitparade) | 29      |

## Сертификации
| Регион | Сертификация | Продажи    |
| --- | ------------ | ---------- |
| Австралия (ARIA) | Платиновый   | 70 000^    |
| Австрия (IFPI Austria)                                                                                                   | Золотой      | 25 000*    |
| Япония (RIAJ) | Платиновый   | 100 000^   |
| Новая Зеландия (RMNZ) | Золотой      | 5000*      |
| Испания (PROMUSICAE) | Золотой      | 25 000^    |
| Великобритания (BPI) | Платиновый   | 1,167,000  |
| США (RIAA) | Платиновый   | 1 000 000^ |
| * Данные о продажах приведены только на основе сертификации. ^ Данные о тиражах приведены только на основе сертификации. |              |            |

## Версия Роя Орбисона
В исполнении Роя Орбисона «Unchained Melody» вышла на альбоме «Roy Orbison's Many Moods» в 1969 году.

## Версия Элвиса Пресли
21 июня 1977 года Элвис Пресли исполнил эту песню на концерте в Рапид-Сити, Южная Дакота. Это выступление, описанное как последний великий момент в его карьере, было записано для его последнего телевизионного специального выпуска за два месяца до его смерти в августе 1977 года. Песня достигла 6-го места в кантри-чартах США и Канады и была сертифицирована Music Canada как золотая 10 июля 1986 года.
Другая концертная версия, записанная ранее 24 апреля 1977 года на Crisler Arena в Анн-Арборе, штат Мичиган, была включена в его последний альбом Moody Blue. Обе версии имели студийные наложения с дополнительными инструментами, добавленными до их выпуска.

## Чарты
| Чарт(1977)                        | Высшая позиция |
| --------------------------------- | -------------- |
| Канада (RPM Country Tracks)       | 6              |
| США (Billboard Hot Country Songs) | 6              |

## Сертификации
| Регион | Сертификация | Продажи |
| --- | ------------ | ------- |
| Канада (Music Canada) | Золотой      | 50 000^ |
| * Данные о продажах приведены только на основе сертификации. ^ Данные о тиражах приведены только на основе сертификации. |              |         |